# Яковлевское (Ленинский сельский округ, Пошехонский район)
Яковлевское — деревня в Пошехонском районе Ярославской области России. 
В рамках организации местного самоуправления входит в Пригородное сельское поселение, в рамках административно-территориального устройства является центром Ленинского сельского округа.

## География
Расположена на реке Соге (впадающей в Согожу, расширенную в этом месте благодаря разлившемуся Рыбинскому водохранилищу), в 5 км к востоку от центра города Пошехонье.

## Население
| 2007 | 2010 |
| ---- | ---- |
| 147  | ↘130 |

Согласно результатам переписи 2002 года, в национальной структуре населения русские составляли 98 % от всех жителей.

## Инфраструктура
Фельдшерско-акушерский пункт (филиал Пошехонской центральной районной больницы), баня, дом культуры.

## Общественный транспорт
Яковлевское обслуживается пригородным автобусным маршрутом № 114 Пошехонье — Никольское.

## Улицы
Цветочная, Административная, Центральная, Молодёжная, Лесная, Любимская.